# Janulis Spur
Der Janulis Spur ist ein Felssporn, der sich vom Ford-Massiv in den Thiel Mountains des westantarktischen Marie-Byrd-Lands in östlicher Richtung zwischen dem Green Valley und dem Aaron-Gletscher erstreckt. 
Peter Bermel und Arthur B. Ford, die gemeinsam eine Expedition des United States Geological Survey von 1960 bis 1961 in die Thiel Mountains leiteten, benannten ihn nach Lieutenant George Janulis, Pilot der Fliegerstaffel VX-6 der United States Navy, der die Gruppe zu den Thiel Mountains geflogen hatte.